# Письменний Степан Іларіонович
Степан Іларіонович Письменний (15 листопада 1923, Григорівка — 26 грудня 2010, Харків) — український художник; член Харківської організації Спілки радянських художників України з 1958 року.

## Біографія
Народився 15 листопада 1923 року в селі Григорівці (нині у складі селища міського типу Компаніївки Кіровоградської області, Україна). Упродовж 1939—1941 років навчався у Дніпропетровському художньому училищі, був учнем Олександра Куко.
Брав участь у німецько-радянській війні. З листопада 1942 року воював під Сталінградом, брав участь у Міусській та Яссько-Кишинівській операціях, в прориві оборони та ліквідації плацдарму на річці Молочній. В жовтні 1943 року був контужений, а в серпні 1944 року — тяжко поранений. Після довгого лікування в квітні 1945 року був комісований і вимушений носити слуховий апарат.
Протягом 1946—1949 років продовжив навчання у Дніпропетровському художньому училищі, а у 1949—1955 роках у Харківському художньому інституті у Йосипа Дайца і Василя Мироненка.
Після здобуття фахової освіти залишився у Харкові. Працював художнім редактором харківського видавництва «Прапор». Співпрацював з київськими та московськими видавництвами. Член КПРС з 1952 року. Мешкав у Харкові в будинку на проспекті Правди, № 7, квартира № 262. Помер у Харкові 26 грудня 2010 року. Похований у Харкові.

## Творчість
Працював у галузях станкової та книжкової графіки. В останні роки життя звернувся станкового живопису, писав темперні пейзажі. Серед робіт:
серії ліногравюр
- «Донбас» (1957);
- «Новобудови семирічки на Україні» (1960):
  - «На будівництві Кременчуцької ГЕС» (Кіровоградський обласний художній музей)[4];
  - «На будівництві шлюзу КремГЕС» (Кіровоградський обласний художній музей)[4];
- «Індустріальні мотиви» (1961);
- «Наші будні» (1965);
- «Індустріальний Харків» (1965);
- «Україна будується» (1970;

графіка
- «Сталінград — 1943» (1962);
- «Свої турботи» (1962);
- «Новий район» (1962, Кіровоградський обласний художній музей)[4];
- «Людина та природа» (1974);
- «У заповіднику» (1979);
- «Художник та модель» (2001);

живопис
- «Лавра. Святогорськ»;
- «Вартові Кам'яної Могили»;
- «Сонячний вересень»;
- «Теплий день»;
- «Дніпро біля Канева»;
- «Надвечір'я. Київська лавра».

Оформив та проілюстрував біля 30 книг.
Брав участь у республіканських та всесоюзних виставках з 1963 року.

## Відзнаки
- Зотола медаль «За внесок у розвиток культури і мистецтва» (за ліногравюру «Свої турботи» на бієнале 1962 року в Італії)[3];
- Орден Вітчизняної війни II ступеня (6 квітня 1985)[5];
- Орден «Знак Пошани» (1986)[1].

## У мистецтві
У 2003 році харківський художник Володимир Гольба написав олійний портрет «Гвардії єфрейтор Великої Вітчизняної війни художник Степан Іларіонович Письменний».